# Ricky Sinz

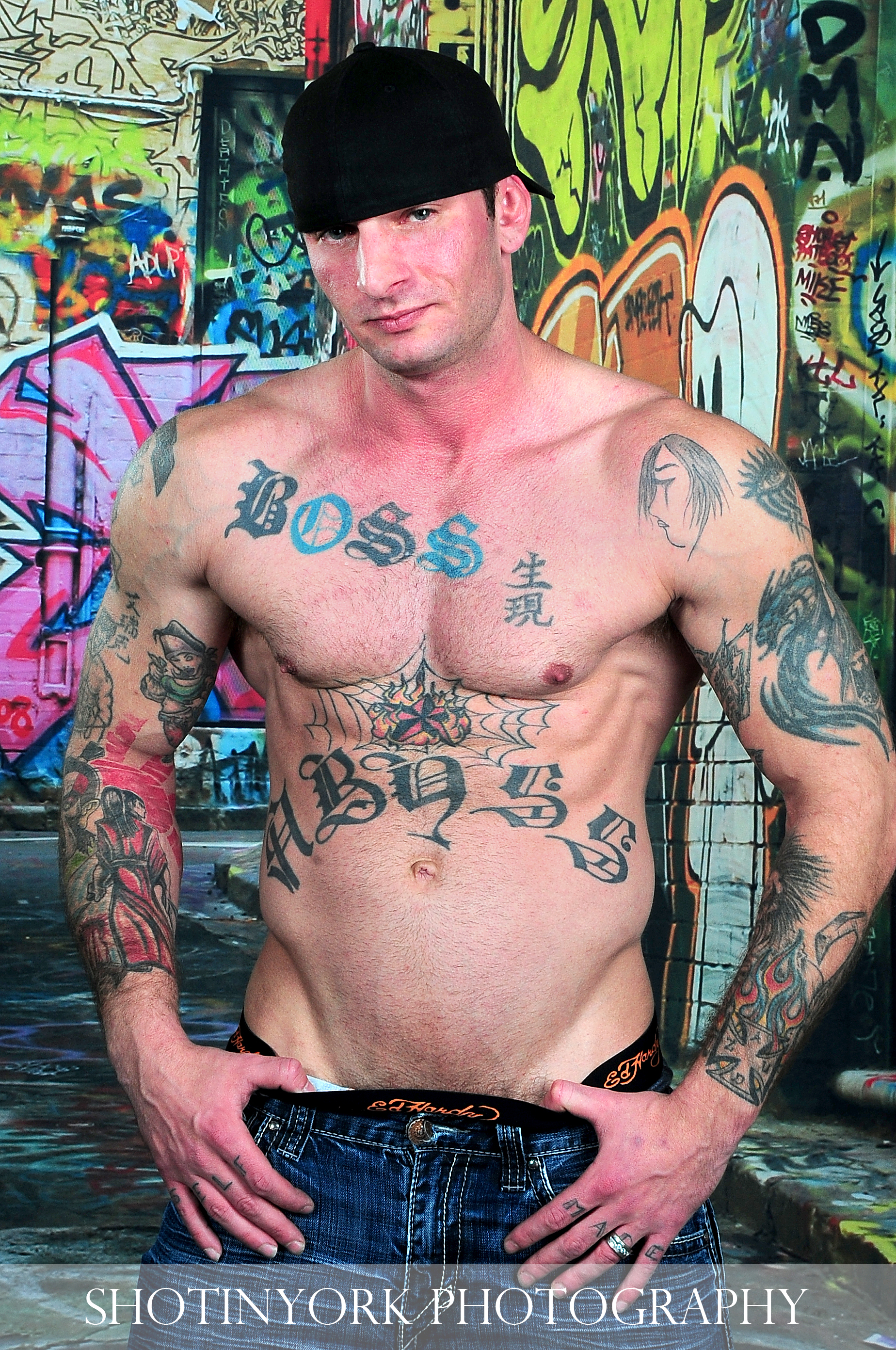
Ricky Sinz (2011)

Ricky Sinz, auch Ricky Giancana (* 12. November 1980) ist ein US-amerikanischer Pornodarsteller.

## Leben
Nach seiner Schulzeit begann Sinz als Pornodarsteller in der US-amerikanischen Pornoindustrie für das Unternehmen Raging Stallion Studio tätig zu werden. Als Darsteller ist er in verschiedenen Pornofilmen zu sehen. Er ist versatil, das heißt, dass er sowohl in Top- als auch in Bottom-Rollen auftritt. Sinz lebt in Chicago, Illinois.

## Filmografie (Auswahl)
- 2007: BarBack
- 2008: Hotter Than Hell: Part 1
- 2008: Savage
- 2008: Big Bigger Biggest: Part 1
- 2007: Grunts: The New Recruits
- 2007: Grunts: Brothers in Arms
- 2007: Grunts: Misconduct
- 2007: I Live for Sex
- 2007: Ink Storm
- 2008: To the Last Man

## Auszeichnungen und Preise (Auswahl)
- 2008: Raging Stallion Man of the Year
- 2008: GayVN Awards für Grunts
- 2009: GayVN Awards für To the Last Man
- 2009 Grabby Awards
- 2009: XBIZ Award
- 2009: Cybersocket Award